# Джон Стеррок (веслувальник)
Джон Стеррок (англ. John Sturrock, 20 березня 1915 — 20 липня 1974) — британський академічний веслувальник.
Срібний призер Олімпійських Ігор 1936 року в складі розпашної четвірки без стернового.
Переможець Ігор Співдружності 1938 року в складі вісімки.